# Beats of Freedom - Zew wolności
Beats of Freedom - Zew wolności  este un film documentar polonez din 2010, regizat de Leszek Gnoiński și Wojciech Słota. Premiera oficială a avut loc la 11 martie 2010 în Sala Congresului din Varșovia, filmul fiind lansat în cinematografe o zi mai târziu.
Filmul prezintă dezvoltarea muzicii rock în Polonia, începând de la concertul trupei The Rolling Stones la Varșovia, în 1967, până la căderea comunismului în 1989. El este narat de jurnalistul englez Chris Salewicz, care a mers în Polonia și a discutat cu Tomasz Lipiński, Piotr Nagłowski și Mirosław Makowski. În film, există și declarații ale multor alte persoane implicate în rock-ul polonez, inclusiv Jerzy Owsiak, Wojciech Waglewski, Olga Jackowska, Kazik Staszewski, Kamil Sipowicz, Andrzej Mogielnicki, Marek Niedźwiecki, Zbigniew Hołdys, Lech Janerka, Krzysztof Grabowski, Jarosław Janiszewski, Arkadiusz Rybicki, Krzysztof Skiba.
Filmul este îmbogățit cu fragmente de inregistrari din Institutul Memoriei Naționale, Wytwórnia Filmowa Czołówka, Filmoteca Națională, precum și din filmoteci private, fragmente din concerte (cum ar fi cele de la Festivalul de la Jarocin) și multe alte imagini, în principal din anii '80 (de exemplu, fragmente legate de Alternativa Portocalie).
Ilustrația muzicală a filmului este formată din înregistrări din cadrul concertelor susținute de câteva trupe de muzică rock din Polonia, cum ar fi Maanam, Perfect, Turbo, TSA, Republika, Kult, Brygada Kryzys, Dezerter, Siekiera, 1984 sau Stan Svezda.
Împreună cu filmul a fost lansat un dublu album cu coloana sonoră și o broșură informativă publicată de Centrul Național de Cultură.
La 18 noiembrie 2010 filmul a fost lansat în format DVD, împreună cu filmele: Historia polskiego rocka și Wszystko, co kocham.